# Adam Gschwend
Adam Gschwend, latinisiert auch Adamus Gschwendius (* 15. April 1665 in Casekirchen; † 28. April 1722 in Naumburg (Saale)), war ein deutscher Diakon, Autor und Rektor des Lyceums in Eisenberg. Sein Pseudonym war Georgius Phaedrus.

## Leben
Adam Gschwend heiratete in erster Ehe am 25. November 1690 in Wetzdorf die dort geborene Dorothea Maria Cramer (1668–1694), mit der er den Sohn Johann David (1691–1767) und die Tochter Rosina Maria (* 1693) hatte. Als Witwer heiratete er in zweiter Ehe am 26. November in Eisenberg die dort geborene Anna Christine Freiesleben, mit der er die Kinder Anna Rosina (* 1696), Christian Adam (* 1700), Johann Friedrich (* 1702) und Christina (* 1705) hatte.
Ab dem 3. Dezember 1690 war Gschwend Konrektor, ab dem 19. November 1692 bis spätestens 10. April 1707 Rektor des Lyceums in Eisenberg. Anschließend wirkte Gschwend als Diakon in Naumburg und als philologischer Rezensent im Stab des Jenaer Bibliothekars Burkhard Gotthelf Struve.

## Werke
Neben etlichen Leichenpredigten und Gelegenheitsschriften veröffentlichte er unter anderem:
- Dissertatiuncula de insignibus serenissimorum Saxoniae Principum. Eisenberg 1693.
- De Memorabilibus Eisenbergae Dissertatiuncula, 1–24. Eisenberg 1695–1702.[6]
- 1697: Palæstra Progymnastica. Jena 1697.[7]
- 1699: Kurze und einfältige Betrachtungen und Auslegungen über das Hohe Lied.[8]
- Biblia in nummis. Jena 1703.
- Euserste Bußbewegungen. Eisenberg 1706.
- Miscellanea Numburgica, das ist: Allerhand Naumburgische Merckwürdigkeiten: in welchen befindlich I. Die Göttl. Brand- u. Buß-Predigt ... ; II. Relation des entsetzlichen Brands am 30. April 1716; III. Continuation dieser Relation; IV. Altes und Neues v. Naumburg. Bossögel, Naumburg 1716.

Unter dem Pseudonym Georgius Phaedrus veranstaltete Gschwend eine um anstößige Stellen bereinigte Ausgabe des Satyricon des Petronius:
- Satyricon puritate donatum, ejectis obscoenis ... Jena 1701.